# Seven Up
Seven Up је била босанскохерцеговачка поп група, основана 1993. године у Сарајеву. 

## Историја
Група је основана по идеји Гордана Радића Гогија, Елвира Хаџијамаковића Лиле, Золтана Милића Золија, Елдина Низама Дине и Елдина Опрашића. Први пут наступају на фестивалу Ваш шлагер сезоне 1993. године,  где су са композицијом "Принцеза Неон" освојили 4. место у конкуренцији сарајевске поп сцене. У наредном периоду група доживљава личне промене, а довођењем вокала у групу припремају песме за свој први албум „Ноћне птице“ који су објавили 1995. године у издању дискографске куће ХАЛИКС из Сарајева. Албум „Ноћне птице“ проглашен је за албум године.
Крајем 1996. године групу напушта Нермин Каршић, петнаестогодишњи Фуад Бацковић се придружује групи као вокал, уместо досадашње певачице Аиде Линдов  и од тада је група активна у саставу: Гордан Гоги Радић, вокал, кореограф и оснивач групе, Недим Згодић, Елвир Хаџијамаковић Лило, Дамир Пашић Дади и Фуад Бацковић, као играчи и вокали. Година 1997. била је година почетка пуне афирмације групе коју су искористили за припрему нових песама и за бројне наступе, а та концертна активност им је и без новог пројекта донела титулу „Група '97. године“. Године 1998. објавили су албум „Отвори очи“, који је исте године постигао велики тираж.
Група је 1999. године била на квалификационом фестивалу за Песму Евровизије, али је за представника БиХ  изабран Дино Мерлин, који их је победио за неколико поена. Међународни музички фестивал "Forte '99" одржан у Сарајеву донео је групи 5 награда у категоријама фестивала. Године 1999. године, поред наступа широм Европе, Seven Up учествује и на забавној вечери фестивала „Бихаћ '99“ и осваја прву награду публике. Сви успеси који су обележили 1999. годину донели су групи Seven Up признање „Група године '99“ у Босни и Херцеговини, а афирмацију групе у Хрватској и Словенији потврдио је позив и учешће на фестивалу „Мелодије Јадрана '99“ одржаном у Сплиту, где је у ревијалном делу фестивала наступила група, где су им представници Кроација Рекордс-а уручили награду за тираж албума „Отвори очи“ на подручју Хрватске и Словеније. 
Током 2000. године група је наступала на фестивалима у Зрењанину и Будви. Дин напушта групу и она престаје да постоји 2004. године. 

## Дискографија

### Албуми
- 1995. "Ноћне птице"
- 1998. "Отвори очи"
- 2000. "Seven"
- 2003. "Уникат"
- 2004. "Крај"